# Amherst (condado de Hillsborough, Nova Hampshire)
Amherst é um lugar designado pelo censo localizada no condado de Hillsborough no estado estadounidense da Nova Hampshire. No Censo de 2010 tinha uma população de 613 habitantes e uma densidade populacional de 326,01 pessoas por km².

## Geografia
Amherst encontra-se localizado nas coordenadas 42° 51′ 49″ N, 71° 37′ 26″ O. Segundo a Departamento do Censo dos Estados Unidos, Amherst tem uma superfície total de 1.88 km², da qual 1.88 km² correspondem a terra firme e (0%) 0 km² é água.

## Demografia
Segundo o censo de 2010, tinha 613 pessoas residindo em Amherst. A densidade de população era de 326,01 hab./km².